# En och en
En och en är en svensk film från 1978 i regi av Sven Nykvist, Ingrid Thulin och Erland Josephson. Josephson skrev även manus och spelade en av filmens två huvudroller tillsammans med Thulin.

## Om filmen
Josephson började att skriva på manuset till En och en under en filminspelning i Rom 1976 och gav sitt första utkast titeln Resan. Nykvist involverades i projektet via hans och Josephsons gemensamma produktionsbolag Josephson & Nykvist Produktion HB och i februari 1977 vände sig paret till Svenska Filminstitutet och Sandrews och föreslog ett trepartsavtal där de själva var beredda att stå för 50 % av kostnaderna. Ett kontrakt undertecknades den 1 mars 1977 och den 14 mars samma år fick filmen produktionsgaranti.
Inspelningen ägde rum mellan den 6 juni och 5 augusti 1977 och började med att exteriörer spelades in på Bornholm. Ytterligare exteriörer spelades in i Stockholm och interiörerna filmades i Filmhusets ateljé i samma stad. Filmen hade nu titeln Rätt och lagom och fick sin slutgiltiga titeln först en tid in i inspelningsarbetet. Producent var Bengt Forslund tillsammans med Josephson och Nykvist och Nykvist var även fotograf. Aulis Sallinen komponerade originalmusik till filmen och i övrigt användes musik av Giovanni Palestrina, Claude Luter och Mikael Bondesen. Filmen premiärvisades den 13 mars 1978 på biografen Grand i Stockholm. Den är 93 minuter lång och i färg.
I Sverige nådde filmen ganska blygsamma framgångar med endast cirka 5 000 biobesökare. Utomlands gick det desto bättre, mycket tack vare att filmen valdes ut att visas vid Filmfestivalen i Cannes 1978. Sammanlagt såldes filmen till 28 länder, däribland Argentina, Australien, Hongkong, USA och Kanada. Filmen skulle också visa sig att bli 500 000 kronor billigare än beräknat tack vare kortare inspelningstid.
Filmen nominerades till en Gold Hugo vid Chicago International Film Festival 1978.

## Handling
Ylva bryter upp från ett förhållande och söker en ny mening med sitt liv genom att "rädda" barndomsvännen och ungkarlen Dan från hans ensamhet. De både ger sig ut på en resa som dock inte tar dem längre än till Bornholm, där de upptäcker att tvåsamheten inte är lösningen på deras respektive ensamheter. Myten om den förlösande kärleken stannar därmed som en just en myt.

## Rollista
- Ingrid Thulin – Ylva
- Erland Josephson – Farbror Dan
- Björn Gustafson – Nisse
- Sven Lindberg – Henrik
- Torsten Wahlund – Sten
- Fillie Lyckow – Malin
- Dora Söderberg – Tant Berta
- Torsten Lilliecrona – Gustav
- Jonas Bergström – Sixten
- Anna Dufva – Ylva som liten
- Martin Lefvert – Dan som liten
- Rufus Lidman – Mårten

### Fotnoter
1. 1 2 3 4 5  ”En och en”. Svensk Filmdatabas. http://sfi.se/sv/svensk-filmdatabas/Item/?itemid=5019&type=MOVIE&iv=Basic&ref=/templates/SwedishFilmSearchResult.aspx?id%3d1225%26epslanguage%3dsv%26searchword%3den+och+en%26type%3dMovieTitle%26match%3dBegin%26page%3d1%26prom%3dFalse. Läst 4 maj 2013.
2. ↑  ”En och en”. IMDb.com. http://www.imdb.com/title/tt0077501/?ref_=fn_al_tt_1. Läst 4 maj 2013.